# ノースヒーロー (バーモント州)
ノースヒーロー（英: North Hero）は、アメリカ合衆国バーモント州グランドアイル郡の町であり、同郡のシャイアータウン（郡庁所在地）である。人口は2010年国勢調査で810 人だった。シャンプレーン湖の北部に浮かぶノースヒーロー島が町域となっている。グランドアイル郡の中ではグランドアイル町が人口1,955人（2000年）と最大である。ノースヒーローは観光地であり、人口よりも住居の数の方が多い。

## 町政府
ノースヒーロー町役場はアメリカ国道2号線6441にあり、町の学校と同じ建物にある。

## 地理
アメリカ合衆国国勢調査局に拠れば、市域全面積は46.6平方マイル (120.6 km2)であり、このうち陸地13.7平方マイル (35.6 km2)、水域は32.8平方マイル (85.1 km2)で水域率は70.50%である。アメリカ国道2号線が町を南北に抜ける幹線道であり、北はカナダ国境に接するアルバーグ町から、南のグランドアイル町に通っている。町内にはノースヒーロー州立公園がある。

## 人口動態
以下は2000年国勢調査による人口統計データである。
| 基礎データ - 人口: 810 人 - 世帯数: 333 世帯 - 家族数: 237 家族 - 人口密度: 22.8人/km2（58.9 人/mi2） - 住居数: 906 軒 - 住居密度: 25.5軒/km2（65.9 軒/mi2） 人種別人口構成 - 白人: 97.53% - アフリカン・アメリカン: 0.25% - ネイティブ・アメリカン: 0.25% - 太平洋諸島系: 0.37% - 混血: 1.60% - ヒスパニック・ラテン系: 0.62% 年齢別人口構成 - 18歳未満: 21.9% - 18-24歳: 4.8% - 25-44歳: 26.7% - 45-64歳: 34.3% - 65歳以上: 12.3% - 年齢の中央値: 43歳 - 性比（女性100人あたり男性の人口） - 総人口: 101.5 - 18歳以上: 101.0 | 世帯と家族（対世帯数） - 18歳未満の子供がいる: 26.7% - 結婚・同居している夫婦: 61.0% - 未婚・離婚・死別女性が世帯主: 6.3% - 非家族世帯: 28.8% - 単身世帯: 19.5% - 65歳以上の老人1人暮らし: 5.1% - 平均構成人数 - 世帯: 2.43人 - 家族: 2.79人 収入と家計 - 収入の中央値 - 世帯: 45,577米ドル - 家族: 51,964米ドル - 性別 - 男性: 36,875米ドル - 女性: 31,125米ドル - 人口1人あたり収入: 26,859米ドル - 貧困線以下 - 対人口: 9.0% - 対家族数: 5.5% - 18歳未満: 12.9% - 65歳以上: 4.0% |